# Cerro Pelado
Cerro Pelado és un suburbi de la ciutat de Maldonado, al sud de l'Uruguai. Limita amb els suburbis de Villa Delia i La Sonrisa.

## Població
Segons les dades del cens de 2004, Cerro Pelado tenia una població aproximada de 6.385 habitants.
| Any  | Població |
| ---- | -------- |
| 1963 | -        |
| 1975 | -        |
| 1985 | 130      |
| 1996 | 2.407    |
| 2004 | 6.385    |
| 2011 | 8.177    |